# Casimir de Brandebourg-Culmbach
Casimir de Brandebourg-Ansbach (27 septembre 1481, Ansbach – 21 septembre 1527, Buda) est margrave de Brandebourg-Kulmbach de 1511 à sa mort.

## Famille
Casimir est le fils aîné du margrave Frédéric Ier de Brandebourg-Ansbach-Kulmbach et de Sophie Jagellon.
En 1498, son père lui confie, sous la surveillance de conseillers expérimentés, le gouvernement du margraviat de Brandebourg-Kulmbach. Comme allié de Maximilien Ier du Saint-Empire, Casimir, en qualité de chef des armées de la Fédération souabe, combat durant la guerre de Souabe (janvier-septembre 1499). Plus tard, il conduit les négociations qui aboutissent à la signature du traité de Bâle le 22 septembre 1499. Après ce conflit, il devient chef des armées et diplomate au service des Habsbourg.
Cependant, Frédéric II obère les finances des principautés d'Ansbach et de Kulmbach avec son train de vie onéreux. En conséquence, Casimir et son frère Georges le déposent en 1515 et se partagent les deux principautés : Casimir conserve Kulmbach et Georges prend Ansbach. Contrairement à son frère, Casimir résiste à la Réforme protestante. Lors de la guerre des Paysans allemands, il se montre particulièrement cruel, recevant le surnom de « Limier » (Bluthund). Il meurt de la dysenterie lors d'une campagne aux frontières de la Hongrie.

## Mariage et descendance
Le 25 août 1518, Casimir épouse Suzanne (1502-1543), fille du duc Albert IV de Bavière. Cinq enfants sont nés de cette union :
- Marie (1519-1567), épouse en 1537 le futur électeur palatin Frédéric III ;
- Catherine (1520-1521) ;
- Albert Alcibiade (1522-1557), margrave de Brandebourg-Culmbach ;
- Cunégonde de Brandebourg-Culmbach (1524-1558), épouse en 1551 le futur margrave Charles II de Bade-Durlach ;
- Frédéric (1525-1525).